# Лоренцо Бандини
Лоренцо Бандини (на италиански: Lorenzo Bandini) е италиански автомобилен състезател, пилот от Формула 1.
Роден е на 21 декември 1935 година в Ал-Малдж, Либия. Умира на 10 май 1967 година, три дни след претърпян тежък състезателен инцидент на пистата Монте Карло.

## Биография
Лоренцо Бандини работи като механик за Голиардо Фреди, който по-късно му става тъст, преди да отвори собствен гараж в Милано по-късно. Мечтите му са свързани изцяло с автомобилните състезания и той започва кариерата си с ФИАТ, а по-късно и с една Ланча „Апиа Загато“, с която печели победа в класа си на ралито „Миле Миля“ през 1957 година. По-късно през същата година си купува кола Волпини от „Формула Джуниор“ и завършва 3-ти в крайното класиране при дебюта си за Златната купа на Сицилия на пистата в Сиракуза.
Бандини започва сезон 1959 година със собствено оборудване, но бързо е привлечен в заводския отбор Стангелини, където скоро става водещ пилот, като печели „Голямата награда на свободата“ (Liberty Gran Prix) в Куба в началото на 1960 година и по-късно ГН на Пескара пред Дени Хълм. Заслужавайки по-мощна машина, Лоренцо има късмета да попадне под крилото на сеньор Мимо Дей от „Скудерия Чентро Суд“ (Scuderia Centro Sud), който му дава Купър от Формула 1 за 1961 година. Третото място в По, Франция е чудесен старт в началото на годината, но Бандини скоро се оказва в сянката на Джанкарло Багети, който е предпочетен да получи автомобил Ферари с подкрепата на ФИСА (международната спортна федерация по това време) пред Лоренцо, и скоро ще има кратък престой на върха. Много се изписва в пресата за съперничеството между двамата млади италианци, но всъщност между тях няма никакъв конфликт, защото са добри приятели. Бандини продължава да се състезава с Купър-а без особен успех, но печели победа в състезанието за спортни автомобили в Пескара преди края на сезона.
През 1962 година Бандини е поканен най-накрая да се присъедини към Ферари, но сезонът за тима от Маранело е изпълнен с объркване и конфликти. Въпреки това завършва 3-ти в Монако, а в състезанията извън шампионата става 5-и в По и втори в Неапол, както и печели Средиземноморската ГН на пистата Ена (в Сицилия). Странно той е освободен от отбора заради белгиеца Майрезе за 1963 година, така че Бандини се връща в Скудерия Чентро Сюд, за да се състезава с новия им автомобил БРМ, но продължава да кара за Ферари в шампионата за спортни автомобили. След второ място в Тарга Флорио, Бандини си партнира със Скарфиоти в едно 250Р при победата в Льо Ман и печели второ място в 12 часа на Реймс заедно със Съртийс. Тези успехи го поставят в добра позиция и след една контузия на Майрезе, Лоренцо се връща в отбора за Ф1.
Благодарение основно на усилията на Съртийс, Ферари се връщат в правилния път и през 1964 година Бандини е Номер 2 до англичанина, като стоически понася тази позиция и успява да спечели първата си и единствена победа на неравната писта летище „Целтвег“ вАвстрия, където отпадат повечето лидери. В последния сезон на 1,5-литровите двигатели – 1965 година, не е белязан с особени успехи и въпреки че позицията на Бандини в отбора си остава същата, той не е доволен от статуквото и отношенията му със Джон Съртийс се влошават. Програмата на Ферари при спортните автомобили е ограничена, но Лоренцо печели Тарга Флорио заедно с Нино Вакарела.
Напрежението остава и през 1966 година, когато Бандини се класира втори в Монако с модела Дино с 2,4-литров мотор, въпреки че тийм лидера Съртийс е изявил желание да кара колата вместо, според него, по-маломощния 3-литров модел. Ситуацията не може да остане така и когато Съртийс напуска Маранело, Бандини се оказва в позицията на първи пилот. Губи сигурна победа в ГН на Франция на пистата Реймс, когато се скъсва жилото на газта. Тогава Лоренцо, благодарение на професията си като механик, успява да свърже жилото, като използва тел от близките бали слама, но завършва няколко обиколки зад победителя Джак Брабъм. Не успява да спечели и на Монца след проблеми с горивната помпа и Скарфиоти и Майк Паркс взимат първо и второ място.
1967 година започва добре с победа на 24 часа на Дайтона и 1000 км на Монца, където Бандини кара „330Р4“ с новака Крис Еймън, както и 2-ро място в Състезанието на шампионите след Ийгъл-а на Дан Гърни. Следващото състезание е любимото му, ГП на Монако. Квалифицирал се втори, Бандини води в ранните фази на състезанието, докато не бива задминат от Брабъм-а на Дени Хълм. По-късно в състезанието Бандини атакува. На 82-рата обиколка закача шикана пред пристанището, преобръщайки Ферари-то с номер 18, което избухва в пламъци по средата на трасето. По ирония на съдбата на същото място предната година Бандини е участвал в каскада от филма „Гран При“, като пресъздава една от катастрофите в състезанието. Спасителният екип реагира страшно бавно и нещастният пилот, ужасно изгорен и ранен, е заклещен в болида си. Бандини в крайна сметка е издърпан от горящия болид и закаран в болница. Лоренцо Бандини няма никакъв шанс да оцелее и почива след 3 дни борба за живота си.